# Willy-Brandt-Schule Warschau
Die Deutsch-Polnische Begegnungsschule Willy-Brandt-Schule in Warschau (WBS) ist eine der 140 deutschen Auslandsschulen; sie wurde als Botschaftsschule „Deutsche Schule Warschau“ im Jahr 1978 gegründet. Im Jahr 2005 unterzeichneten der polnische Erziehungsminister Mirosław Sawicki und der deutsche Botschafter in Warschau Reinhard Schweppe das Abkommen zwischen der Regierung der Bundesrepublik Deutschland und der Regierung der Republik Polen über die Gründung der deutsch-polnischen Begegnungsschule „Willy-Brandt-Schule“ in Warschau.

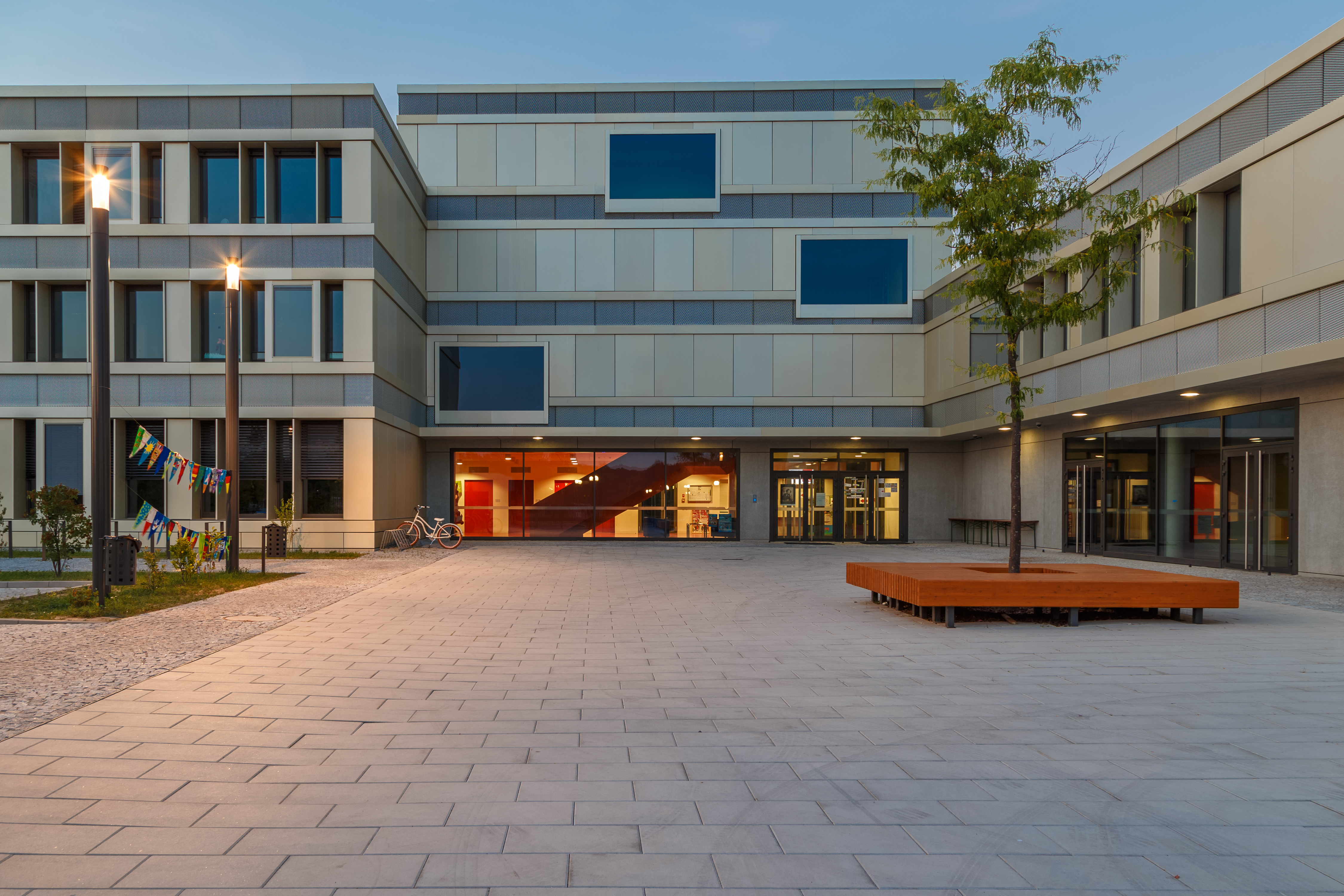
Willy-Brandt-Schule Warschau, Eingangsbereich

Die Einrichtung besteht aus einem Kindergarten, einer Grundschule sowie der Sekundarstufe I und II und bietet die Möglichkeit, einen in Deutschland wie auch in Polen anerkannten Abschluss (Abitur bzw. Matura) zu erlangen. Somit ist die Aufnahme eines Hochschulstudiums sowohl in Deutschland als auch in Polen möglich. Zurzeit gehen 60 Kinder in den Kindergarten, weitere 280 Kinder besuchen die Schule (Stand Februar 2017).
An der WBS gibt es einen deutsch- und einen polnischsprachigen Programmbereich. In den deutschen Programmbereich werden Kinder mit ausreichenden Deutschkenntnissen aufgenommen und in der deutschen Sprache alphabetisiert. Im Schuljahr 2011/2012 wurde zum ersten Mal eine polnischsprachige erste Klasse in der Internationalen Abteilung eröffnet.
Lernziele und Unterrichtsorganisation richten sich nach den Richtlinien und Stoffplänen des Landes Baden-Württemberg. Besondere Gegebenheiten an der Deutschen Schule Warschau lassen Abweichungen von dieser Regelung zu. Im deutschsprachigen Programmbereich wird z. B. zusätzlich Polnisch als Muttersprache sowie Polnisch als Fremdsprache unterrichtet.
Am 17. Juni 2011, dem 20. Jahrestag des deutsch-polnischen Nachbarschaftsvertrages, wurde die Warschauer Willy-Brandt-Schule nach erfolgreicher Bund-Länder-Inspektion mit dem Gütesiegel Exzellente Deutsche Auslandsschule ausgezeichnet. Seit dem Jahr 2014 befindet sich die Schule in einem neu errichteten Gebäude im Warschauer Stadtteil Miasteczko Wilanów.